# Bridgwater United Women's Football Club
Le Bridgwater United Women's Football Club est un club anglais féminin de football basé dans la ville de Bridgwater dans le Somerset. Le club est affilié au club professionnel masculin du Yeovil Town Football Club.

## Histoire
Le club est fondé en 1990 par Tony Baverstock sous le nom de Yetminster Ladies. Il s'engage alors dans la South West League Division Two. Son tout premier match se déroule le 16 septembre 1990 contre les Weymouth Vikings. En 1993 le club est renommé en Sherborne Ladies. Il se qualifie pour le quatrième tour de la coupe d'Angleterre de football féminin en 1997 et ne s'incline que contre Everton LFC.
Le club est renommé en Yeovil Town Ladies en 1999 puis Bridgwater United Women's Football Club en 2021.

## Palmarès
- Championnat d'Angleterre deuxième division
  - Vainqueur en 2016
- South West Combination
  - Vainqueur en 2009–10 et 2011–12.